# Giovanni Miranda
Giovanni Miranda, gramático e hispanista italiano del siglo XVI.

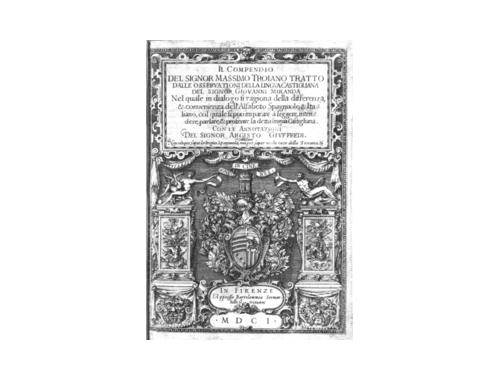
El Compendio de D. Massimo Troiano extraído de las Observaciones de la Lengua Castellana de D. Giovanni Miranda.

## Biografía
Escribió unas muy importantes Osservationi della lingua castigliana... diuise in quatro libri: ne’ quali s’insegna con gran facilità la perfetta lingua spagnuola. Con due tauole: l’vna de’ capi essentiali, & l’altra delle cose notabile (Venecia: Gabriel Giolito de Ferrari, 1566; hay edición moderna y estudio de Juan M. Lope Blanch, México: Universidad Nacional Autónoma de México, 1998).
Se trata de una obra fundamental en el desarrollo de la enseñanza del español como lengua extranjera en Europa en los siglos XVI y XVII y constituyó la fuente más socorrida de las gramáticas extranjeras de español en esa época, en particular en refundiciones francesas (en especial la de César Oudin) e inglesas. Su éxito lo testimonian las cuatro reimpresiones que hizo el mismo Gabriel Giolito en esa misma década (1566, 1567, 1568, 1569). El napolitano Massimo Troiano lo adaptó apenas en su Compendio en forma de diálogo, y este compendio fue asimismo adaptado por el poeta y prosista siciliano Argisto Giuffredi, que en 1593 obtuvo la aprobación para republicarlo con sus Annotazioni (Florencia, 1601). 
Miranda supera a todas las gramáticas españolas en italiano anteriores y se inspira principalmente en la de Giovanni Mario Alessandri; su originalidad consiste en haber sustituido la mera descripción objetiva del idioma por el análisis de las dificultades que la lengua castellana ofrece a los italianos.
Fue también autor del libro de caballerías Polismán, publicado en 1572.